# Parque nacional Huascarán
El parque nacional Huascarán, declarado como espacio natural protegido el 1 de julio de 1975, como reserva de biósfera en 1977 y como Patrimonio Natural de la Humanidad en 1985, se ubica en el departamento peruano de Áncash. Famoso por tener en su territorio a 20 picos nevados que superan los 6000 m s. n. m., y a la montaña más alta del Perú y de toda la zona intertropical: el macizo nevado Huascarán del que obtiene el nombre.
La región del Huascarán fue habitada por el hombre de la Cueva del Guitarrero desde el 12 560 a. C., uno de los asentamientos humanos más antiguos del Perú; posteriormente surgieron asentamientos sedentarios con una base social, política y religiosa asociada a la naturaleza como parte esencial de su imaginario cultural y religioso, entre estas civilizaciones destacaron las culturas chavin, recuay e inca. Siglos después, con la llegada de los conquistadores y colonos españoles al mando de Francisco Pizarro entre 1532 y 1600, la región y sus habitantes fueron repartidas en diversas subdivisiones territoriales de las que destacaron las encomiendas de Huaylas al oeste y Conchucos al este, cuya finalidad principal fue explotar las vetas minerales ricas en oro y plata de las montañas y punas, para lo cual se conformaron grandes haciendas e ingenios mineros. Esta actividad económica tuvo su auge por unos 400 años hasta que el territorio del parque fue declarado espacio natural protegido y solo para actividades económicas en las que se beneficien de manera directa las comunidades campesinas que se ubican dentro de su jurisdicción. Al año 2013, el parque tenía una población de 83 047 habitantes repartidos en 50 centros poblados.
Las expediciones organizadas con fines de investigación y exploración comenzaron en la década de 1860, cuando el investigador Antonio Raymondi decide atravesar y estudiar la cordillera Blanca y el territorio circundante. Posteriormente, durante la primera mitad del siglo XX, se realizan varias expediciones científicas encabezadas por científicos europeos y norteamericanos, entre los que destacan Annie Peck, Philipp Borchers, Hans Kinzl y August Weberbauer,  quienes serían los primeros en pisar las cumbres del macizo nevado Huascarán y otras cumbres por encima de los 6000 m s. n. m. En 1964, el Servicio Forestal y de Caza del Perú fue comisionado para la supervisión del área de la cordillera Blanca, prohibiendo la tala y caza de especies nativas. En 1977, la Unesco reconoce al parque como reserva de la biosfera y en 1985 lo declara Patrimonio Natural de la Humanidad. En 2004, su administración fue transferida al Servicio Nacional de Áreas Naturales Protegidas por el Estado. Desde entonces, la protección del parque y de su zona de amortiguamiento comprende gran cantidad de hábitats, especies naturales y alrededor de cincuenta sitios arqueológicos.
El parque nacional se extiende en un área de 3400 km², comprendiendo 434 lagunas, 712 glaciares, profundos valles por encima de la región quechua y 41 ríos que alimentan las cuencas del océano Pacífico y Atlántico, estas características hacen que sea uno de los parques más importantes del país en potencial hidrológico. Cientos de especies de mamíferos, aves, peces y reptiles han sido documentados, incluyendo muchos que han sido puestos en peligro de extinción y amenaza. Los bosques y pastizales también incluyen diversas especies de plantas. El parque ofrece numerosas y variadas actividades recreacionales, desde las que incluyen andinismo, acampadas, paseos en bote, pesca y avistamientos. Las carreteras afirmadas y pavimentadas permiten el acceso a las áreas de mayor actividad turística; así como a ciertas lagunas y cataratas. Desde 2017 es sede del Circuito Mundial de Downhill Skateboarding organizado por la International Downhill Federation, con el evento Yaku Raymi que se celebra en los meses de mayo y noviembre.

## Toponimia
El parque recibe el nombre de la montaña más alta de la cordillera Blanca, del Perú y de toda la zona intertropical, el macizo nevado Huascarán. La palabra huascarán proviene del vocablo quechua ancashino waska ('soga o reata') y ran ('sufijo verbal o adverbial'), así pues huascarán significa 'dispuesto como soga' o en una interpretación más adecuada a su contexto: cadena de montañas.

## Historia

### Prehistoria

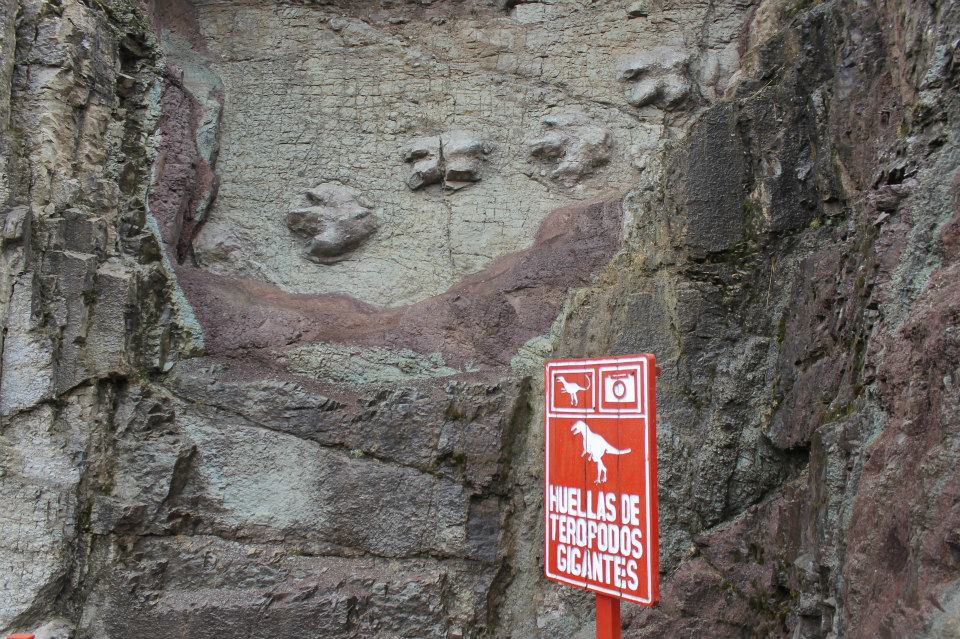
Huellas de dinosaurio terópodo al sureste del parque. Pertenecientes al Albiense (Cretácico).

Durante la división del supercontinente Pangea, el territorio oriental de la actual cordillera de los Andes —en ese entonces una meseta con picos que alcanzaban los mil metros— era una inmensa y tupida sabana que hacía de orilla a un mar que se adentraba desde la actual Colombia hasta el norte de Bolivia. Este ecosistema templado a orillas del mar con ríos tributarios de gran caudal que descendían de la primigenia cordillera de los Andes propició la proliferación de diversas especies de dinosaurios, los cuales legaron un extenso yacimiento de huellas y fósiles en el actual territorio suroriental del parque nacional, en terrenos que se formaron durante la etapa del Albiense durante el Cretácico Inferior y que ahora se encuentran sobre los 4000 m s. n. m.

### Época precolombina

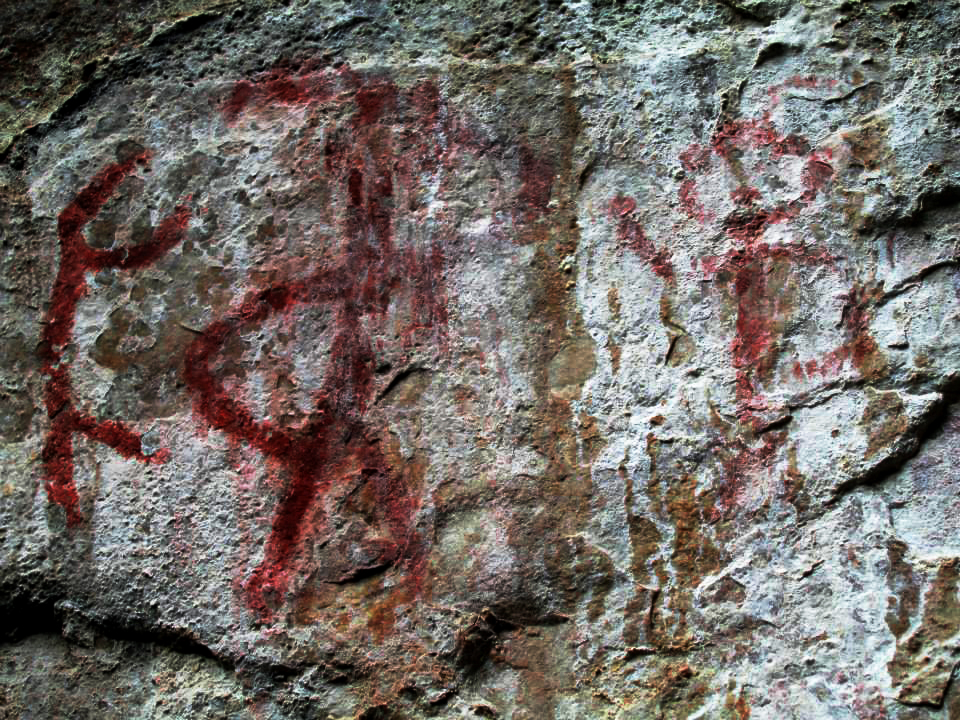
Pinturas rupestres de la cueva Ichic Tiog (3900 m s. n. m.) en la provincia de Asunción.

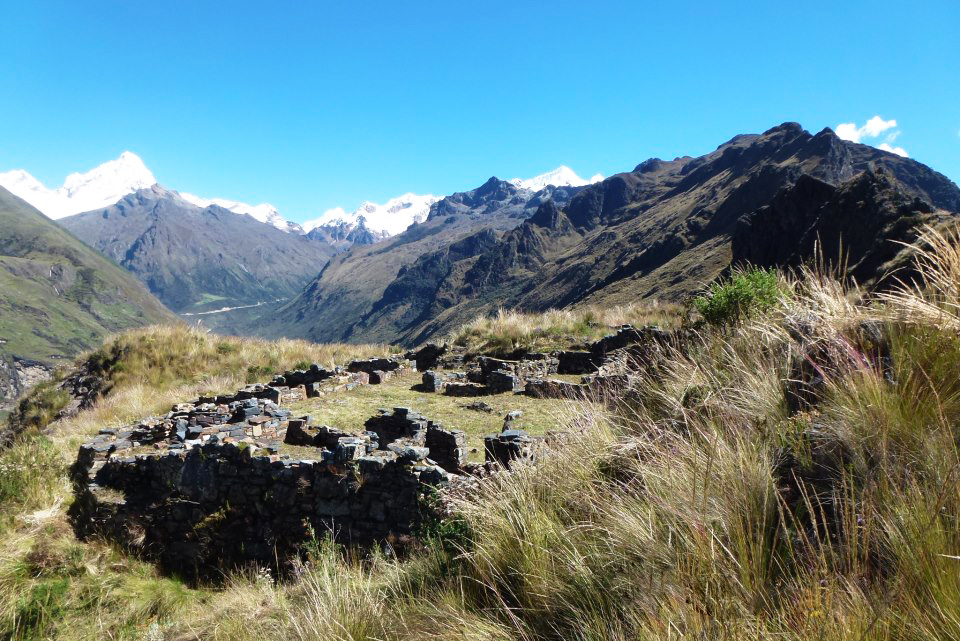
Sitio arqueológico de Wacramarca a 4100 m s. n. m., ubicado en la provincia de Asunción, fue habitado entre 1200 y 1450 d. C.

La presencia humana en la región data desde, aproximadamente el 13 000 a. C., dentro y alrededor del parque existen varios sitios arqueológicos que muestran que las ocupaciones a altitudes superiores a los 3700 m s. n. m. fueron bastante comunes en su tiempo, los restos más conocidos son Guitarrero, La Galgada, Tumshucaico (Caraz), Huaricoto (Marcará), Honko Pampa, Ichic Tiog (Chacas) y Chavín de Huántar. Por miles de años, los pobladores de ambas vertientes cruzaron la cordillera Blanca por las quebradas Santa Cruz-Huaripampa, Llanganuco-Morococha, Honda-Juitush, Uquian-Ututo-Shongo, y Olleros-Chavín. En los flancos de la cordillera y en varias de sus quebradas, existen vestigios de grandes extensiones de terrazas agrícolas y corrales antiguos. Las zonas de cultivos y pastos se abastecieron con agua provista por ingeniosos sistemas de represas y canales.
Se han identificado treinta y tres sitios arqueológicos pertenecientes a diferentes culturas, influenciadas principalmente por la cultura chavín y restos bien mantenidos de influencia inca en la costa y sierra oriental, dispersos en los diferentes pisos ecológicos del parque, sistemas de andenería, caminos, chullpas, tumbas y fortificaciones.

### Virreinato y república
Durante el virreinato el territorio del parque fue adquirido por familias portuguesas, españolas y criollas acaudaladas, generalmente militares que habían destacado en Europa o América. Estas familias fundaron grandes haciendas con el fin de explotar el territorio contiguo rico en mineral. La minería continuó sin interrupción por cuatrocientos años y se consolidaría con la llegada de la República. Las tierras que en un inicio pertenecían a las comunidades campesinas les fueron arrebatadas completamente por lo que se registraron numerosas quejas de pobladores indígenas contra los hacendados, quienes colocaban tranqueras y mayordomos en las entradas a las diversas quebradas, reclamando acceso a los bosques para leña, pastos y demás recursos naturales de la zona alta.
Finalmente, las haciendas desarrollaron sus propios métodos de uso de los recursos. Este proceso de privatización de las tierras altas de lo que hoy en día es el parque nacional Huascarán, estuvo acompañado en la segunda mitad del siglo XIX por protestas indígenas conocidas como la rebelión de Atusparia, que estuvieron asociadas a la continuación del cobro del tributo indígena, pese a la pérdida de las tierras comunales, y al abuso de las autoridades a cargo. Posteriormente, a partir de 1969, el proceso de reforma agraria entregó las tierras de las zonas bajas de los valles a las poblaciones locales, y reservó como área protegida por el gobierno las zonas más altas, las que fueron en la colonia «tierras del común», donde se encontraban los pastos, bosques, lagunas y glaciares.

#### Exploraciones

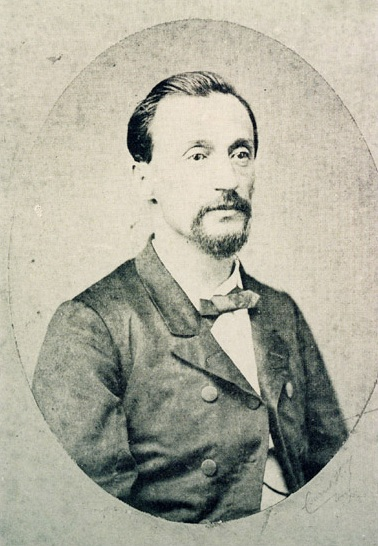
Antonio Raymondi fue el primero en estudiar la cordillera Blanca.

En la década de 1860, el científico italiano Antonio Raimondi, condujo el primer estudio detallado de la geología de esta región y publicó el libro El departamento de Áncash y sus riquezas minerales (1873). Además, incluyó observaciones sobre la riqueza biológica y arqueológica del Callejón de Huaylas y la zona de los Conchucos.

La vista de la cordillera de Yungay me hizo tan agradable impresión, que decidí examinarla más de cerca tocando, por decirlo así, la nieve con la mano, esto es subir por la quebrada hasta su origen, atravesar la cordillera nevada y pasar por allí a la Provincia de Pomabamba.

Entre 1880 y 1900, los científicos alemanes Gustav Steinmann (geólogo), August Weberbauer (botánico) y Wilhelm Sievers (geógrafo) efectuaron estudios más detallados dentro de la cordillera Blanca. Por otro lado, el francés A. C. de Carmand amplió las observaciones de Raimondi sobre yacimientos minerales.
En mayo de 1904, Reginald Enock, un ingeniero inglés, intentó escalar el Huascarán, llegando solo hasta 5100 m. El 2 de septiembre de 1908, la americana Annie Peck, acompañada de dos guías suizos, Gabriel Zumtaugwald y Rudolf Taugwalder, encabezó la primera expedición que culminó en la cima del pico norte del Huascarán, después de tres intentos frustrados en 1904 y 1906.
En 1932, varios miembros del Club Alpino Austro-Alemán iniciaron expediciones científicas a la cordillera Blanca, incluyendo el primer ascenso del Huascarán Sur. El grupo estuvo integrado por los científicos Philipp Borchers, Hans Kinzl y Erwin Schneider, quienes sobre la base de sus exploraciones en la cordillera, publicaron el libro Die Weisse Kordillere en 1935, considerado el primer estudio sistemático sobre la cordillera Blanca. Se elaboraron nuevos mapas resaltando las secciones norte y sur de la cordillera. Las expediciones del club, conquistaron entre los años 1932 y 1938, las cumbres de los montes nevados Huascarán, Artensoraju, Huandoy, Chopicalqui, Copa, Quitaraju, Pucahirca, Contrahierbas y otras cumbres de la cordillera Blanca. Todos los ascensos se realizaron con asistencia de porteadores yungainos, entre los que destacaron: Faustino Rojo, Miguel Rojo, Néstor Montes, Lizardo Montes, Augusto Gómez, Pablo Castillo, Luis Vega, Eusebio Carrasco, Donato León, Luis Laurenti, Luis Paredes,  Severino Chavarría, Alberto Bautista, Humberto y Santiago Bautista.
En 1950, el cartógrafo Fritz Ebster logró por primera vez representar toda la cordillera en un solo mapa. Kinzl dirigió otras expediciones en 1936, 1939 y 1954, las cuales continuaron el plan de escaladas y estudios de los nevados, glaciares y lagunas. En colaboración con Erwin Schneider, publicó un libro ilustrado, Cordillera Blanca (1950), con un texto trilingüe.
En 1984, el botánico americano David Smith realizó un censo de la flora cordillerana, registrando 799 especies dentro del parque nacional Huascarán.

### Creación del parque

Texto introductorio a la declaración de Patrimonio de la Humanidad por la Unesco en 1985:
En la cordillera Blanca, la cadena montañosa tropical más alta del mundo, se alza a 6768 metros sobre el nivel del mar el monte Huascarán, que da su nombre a este parque. Sus profundas quebradas surcadas por numerosos torrentes, sus lagos glaciares y su vegetación variada forman un conjunto de belleza espectacular. Este sitio alberga especies animales como el oso de anteojos y el cóndor andino. (Unesco/BPI)

La creación del parque se remonta a la década de 1960, cuando el senador por Áncash, Augusto Guzmán Robles presentó al congreso un proyecto de ley para la creación del área natural protegida. Siguiendo estas bases en 1963, el Servicio Forestal y de Caza procedió a la primera delimitación del parque, nombrado en un inicio parque nacional Cordillera Blanca, y que en 1966 fue cambiado por el Patronato del Parque Nacional Huascarán al nombre actual. El área inicial abarcaba una superficie de 321 000 ha, también se emitió la Resolución Ministerial n.º 101, que prohibía la tala y caza de especies nativas. El 1 de julio de 1975 el gobierno peruano creó el parque nacional Huascarán mediante el Decreto Supremo n.º 0622-75-AG sobre la extensión final de 340 000 ha.
El 1 de marzo de 1977, la Unesco lo reconoció como reserva de la biosfera que abarca el núcleo del parque, la zona de amortiguamiento, y la zona de transición que incluyen varios poblados y asentamientos rurales. El área total de la reserva de la biósfera es de 1 115 800 ha lo que equivale al 30 % del territorio departamental. Finalmente, el 14 de diciembre de 1985, también lo declaró Patrimonio Natural de la Humanidad.
Las instituciones ecológicas Birdlife International y Conservation International reconocieron al núcleo del parque como área importante para la conservación de aves (IBAs, por sus siglas en inglés Important Bird Areas), por su alto endemismo y amenazas sobre sus poblaciones. Mientras que en el área de la reserva de la biósfera se reconocieron tres IBAs más: PE069 Champará, PE072 Cerro Huanzala-Huallanca, PE079 Cordillera Huayhuash.
En 2004, la administración del parque fue transferida al Servicio Nacional de Áreas Naturales Protegidas por el Estado (SERNANP), que fue creado el mismo año. Desde entonces, la protección del parque y de su zona de amortiguamiento comprende gran cantidad de hábitats, especies naturales y alrededor de cincuenta sitios arqueológicos.

## Geografía

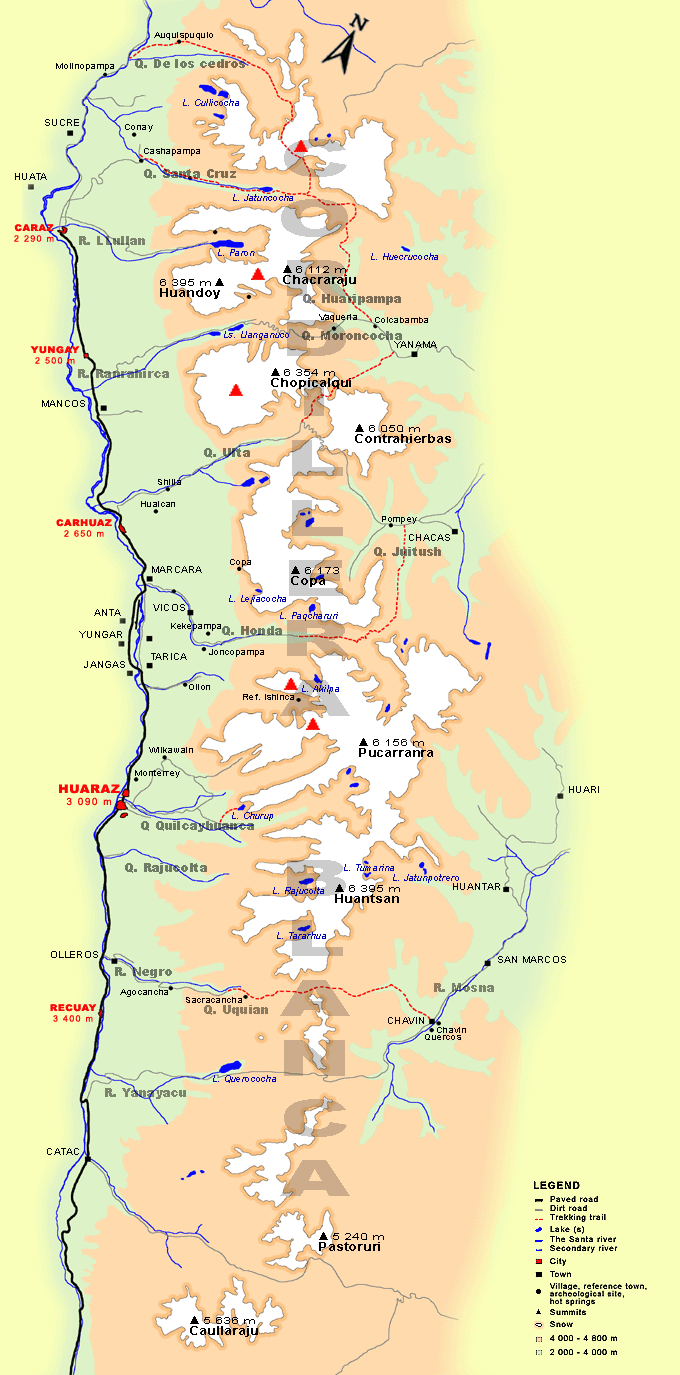
Mapa físico del parque con algunos de sus picos.

### Ubicación y características generales
El parque nacional Huascarán se encuentra en la sierra central del Perú, ubicado enteramente en el departamento de Áncash, se sitúa paralelo a la cordillera Negra. Ecológicamente abarca a las regiones biogeográficas Suni y Janca y comprende la totalidad de la cordillera Blanca. Políticamente ocupa parte del territorio de las provincias de Bolognesi, Asunción, Carhuaz, Huaraz, Huari, Huaylas, Mariscal Luzuriaga, Pomabamba, Recuay, y Yungay. Se extiende sobre 3400 km² (340 000 ha) con una extensión de 158 km de longitud norte-sur, y 34 km de este-oeste, está delimitado por 110 hitos en coordenadas UTM.

### Relieve
El territorio del parque nacional es muy accidentado; comprende a toda cordillera Blanca con sus flancos oriental en la zona de los Conchucos y el occidental en la zona del Callejón de Huaylas. Presenta cumbres nevadas con altitudes que oscilan entre 5300 y 6757 m s. n. m. (Huascarán sur, el más alto del Perú y de toda la zona intertropical); las quebradas profundamente encajonadas que se sitúan transversalmente a la cordillera Blanca, presentan pendientes muy empinadas con una gradiente entre 85 % a 90 % que va disminuyendo en la parte sur del parque nacional con declives que fluctúan entre 30 % a 60 %. El ancho de estas depresiones varía entre 200 a 400 m, y en algunos lugares presentan lagunas extensas como las de Llanganuco, Parón y Rajucolta, producto de la desglaciación.
El paisaje por debajo de los 5000 m s. n. m. se encuentra tipificado por una mezcla de pampas pequeñas y grandes rodeadas por terrenos con declives semiempinados, estas pampas, de origen fluvioaluvial tienen como material predominante la arena-arcillosa. Mientras que los territorios por encima de los 5000 m tienen morrenas laterales originadas por la desglaciación y conos de escombros flanqueados por terrenos muy empinados, en algunos lugares totalmente verticales.

#### Cordillera Blanca
La cordillera Blanca se extiende casi 180 km de norte a sur, se ubica enteramente dentro del parque nacional Huascarán. Tiene un total de 663 glaciares, 16 picos nevados por encima de lo 6000 m s. n. m. y otros 17 por encima de los 5000 m s. n. m. Asimismo, cuenta con más de 269 lagunas y 41 ríos que avenan a los ríos Santa y Marañón.

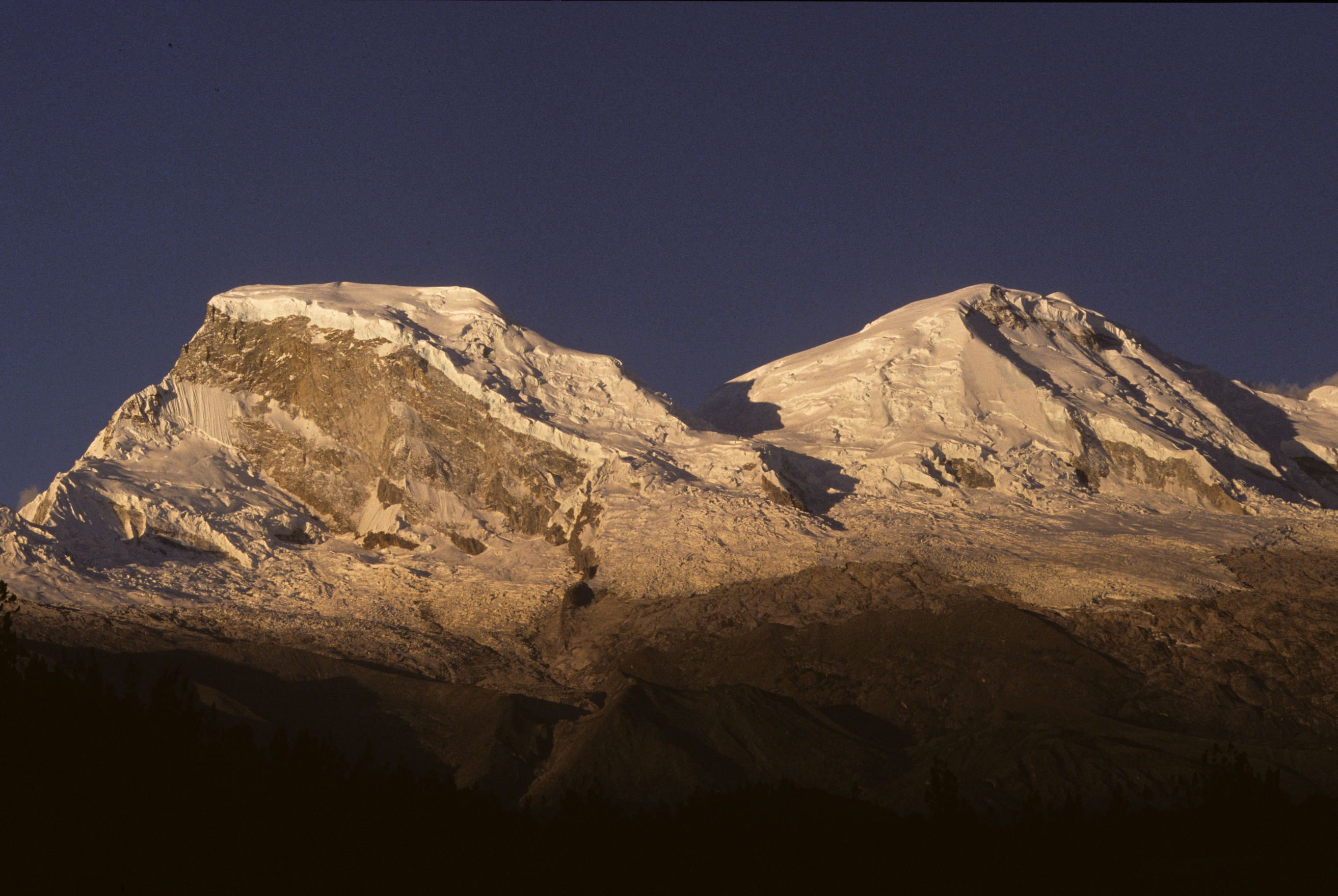
Huascarán (6757 m)
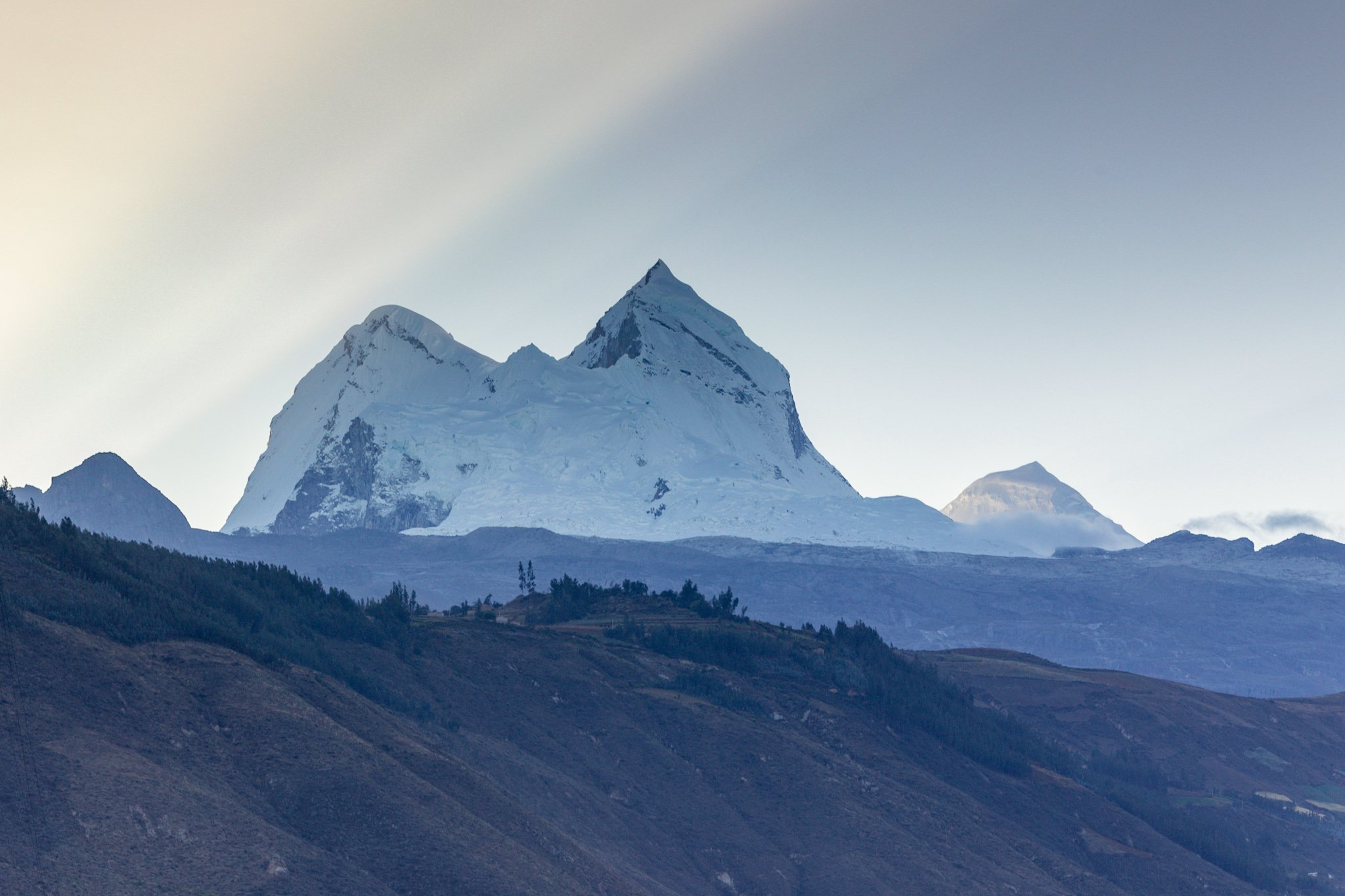
Huandoy (6395 m)
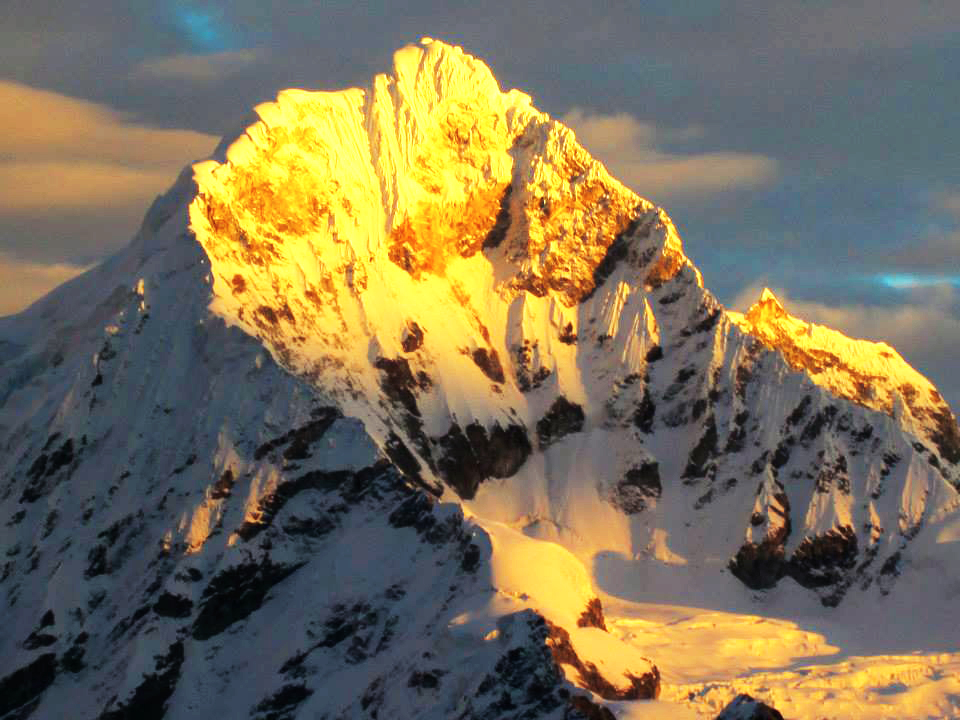
Chopicalqui (6345 m)
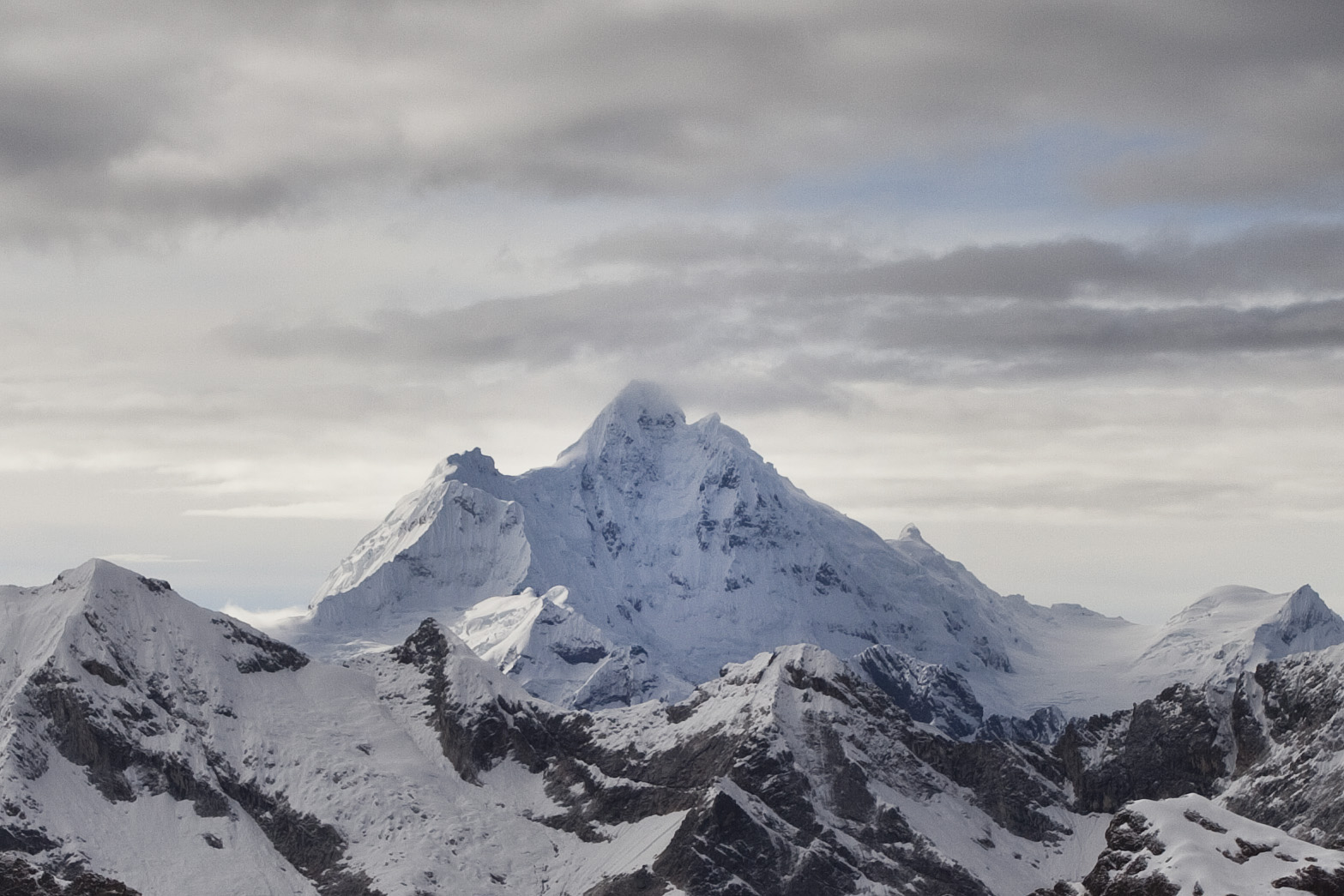
Huantsan (6369 m)

### Geología

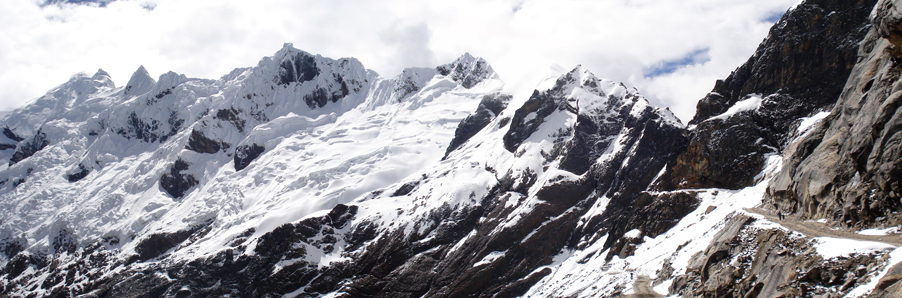
A diferencia de los demás macizos de la cordillera Blanca conformados por granito. El macizo Contrahierbas se conforma por la roca volcánica andesita, que le da su característico color negro. Debido a esto, los pobladores locales lo nombraron Yanarraju (en quechua: montaña negra)

Las formaciones geológicas identificadas en el área del parque gradan desde el jurásico superior al cuaternario reciente, y están constituidas por rocas sedimentarias, volcánicas, intrusivas y depósitos del cuaternario, que cubren las formaciones de Chicama, Chimú, Santa, Carhuaz, Calipuy. Asimismo presenta rasgos estructurales, pliegues y fallas, como la falla de la cordillera Blanca que forma el batolito del mismo nombre.
Las estructuras geológicas en el área son muy complejas, las formaciones jurásicas y cretáceas están fuertemente plegadas y falladas. Estas deformaciones se deben a la orogénesis andina de fines del cretáceo y a los fenómenos subsiguientes de emplazamiento del batolito de la cordillera Blanca y al movimiento espirogénico que afectó en general a los Andes. Las rocas sedimentarias que afloran en el área de estudio están afectadas por varios pliegues, con orientación predominante noroeste-sureste, coincidiendo con la dirección de la cordillera de los Andes. Estos pliegues están cortados por fallas de diversa magnitud.
En el núcleo del parque se han estudiado 15 formaciones geológicas, de las que resaltan las formaciones Granodiorita Tonalita con 24,6 % del territorio total, la formación Chicama con 22,8 % y los depósitos glaciares, morrénicos y fluvioglaciares con 19,8 %, 10,2 % y 7,8 % respectivamente.
Falla activa Cordillera Blanca
Esta falla, que alcanza los 200 km aproximadamente, limita al oeste con el Batolito de la Cordillera Blanca, extendiéndose desde Conococha al sur, hasta Corongo en el norte. Se orígino en el límite neógeno-cuaternario, cuando los andes iniciaban su levantamiento hace 5,3 millones de años. Posteriormente, en el periodo cuaternario (2,5 millones de años), cuando este territorio era aún una meseta con territorios que no sobrepasaban los 1000 m de altura, la falla inició mayor actividad afectándola enormemente y generando el hundimiento del bloque occidental (Callejón de Huaylas) y el levantamiento del oriental (sierra oriental de Áncash) que se elevó 3000 metros a razón de 1 mm/año, constante que continúa en la actualidad. Los estudios de geología sísmica muestran que la falla sigue activa, por lo tanto es una fuente sismogénica continental o intraplaca, donde pueden ocurrir rupturas violentas con desplazamientos geológicos de hasta 3 metros originando sismos con magnitud de hasta 7,4 ML.

### Hidrografía
Glaciares
En el territorio del parque, los glaciares están distribuidos a lo largo de los 180 km de longitud, desde el nevado Tuco en el sur, hasta las cercanías del nevado Champará en el norte. Unos 27 glaciares superan los 6000 m s. n. m. y alrededor de 200 entre los 5000 y 6000 m. La mayor parte de los ríos originados en los valles de esta cordillera drenan hacia la cuenca del río Santa. El área cubierta por nieve comprende 504,4 km², que representa el 14,84 % del área total del parque. Existen 712 glaciares que representan 486 037 km² y un volumen estimado de 18 458 km³ de potencial hidrológico en estado sólido.

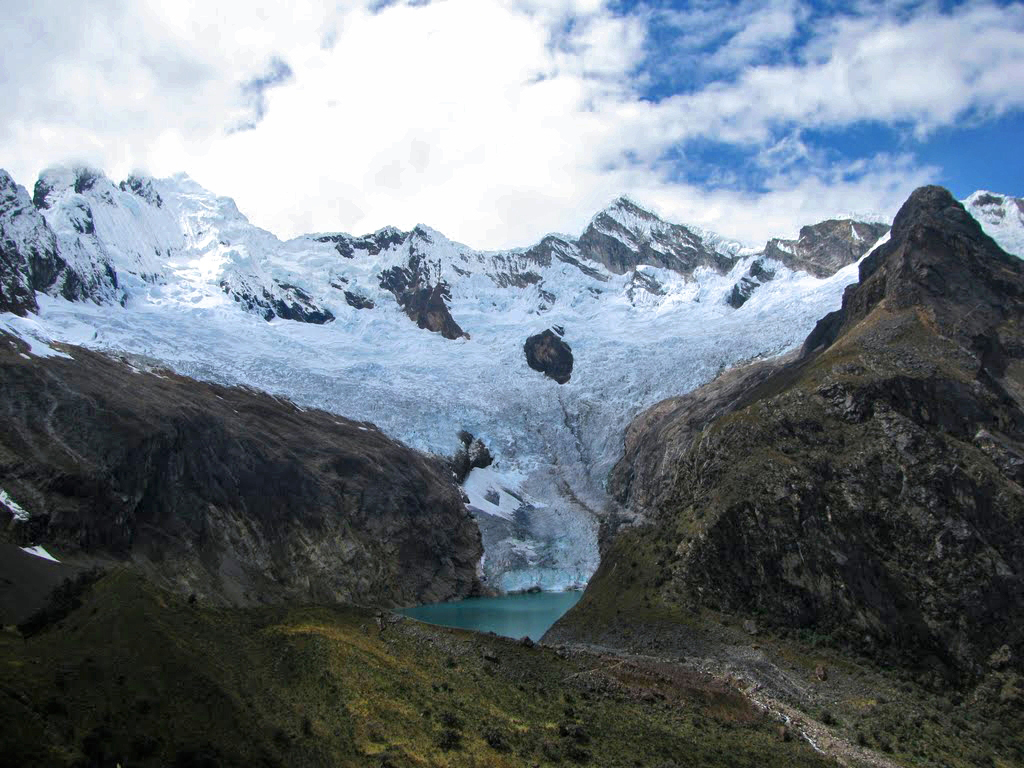
Arhuay (6025-4554 m)
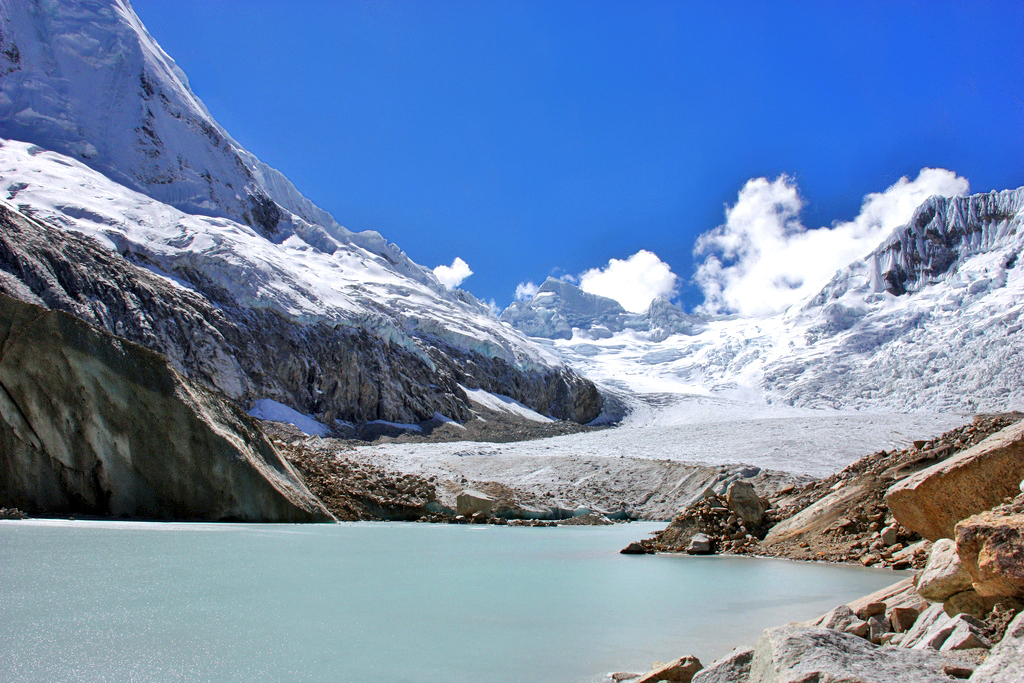
Artesonraju (6025-4685 m)
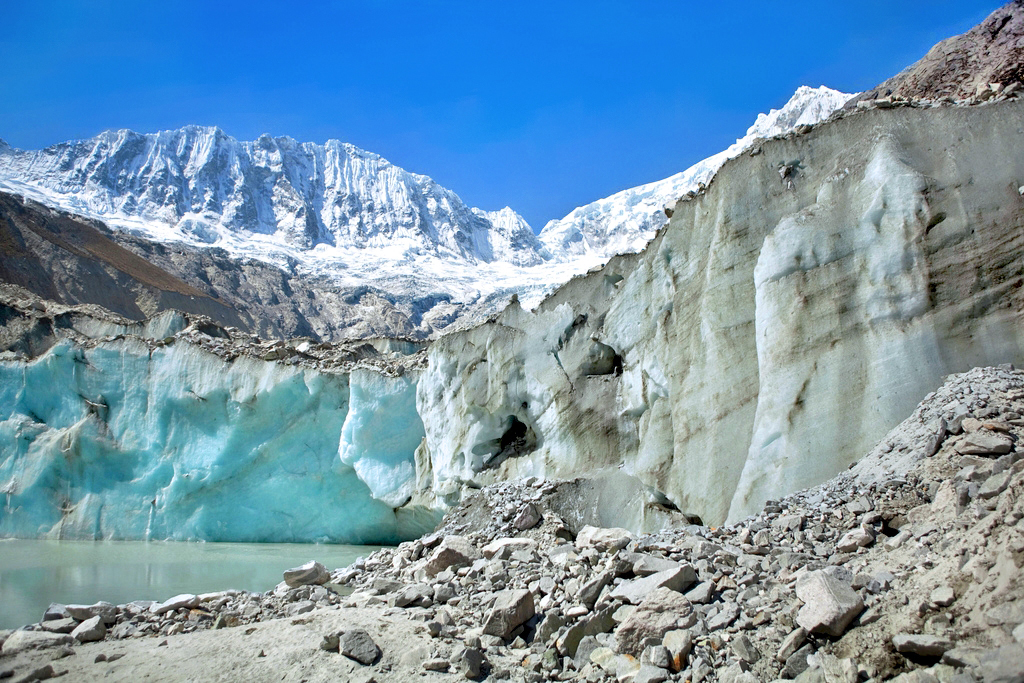
Llaca (6123-4500 m)
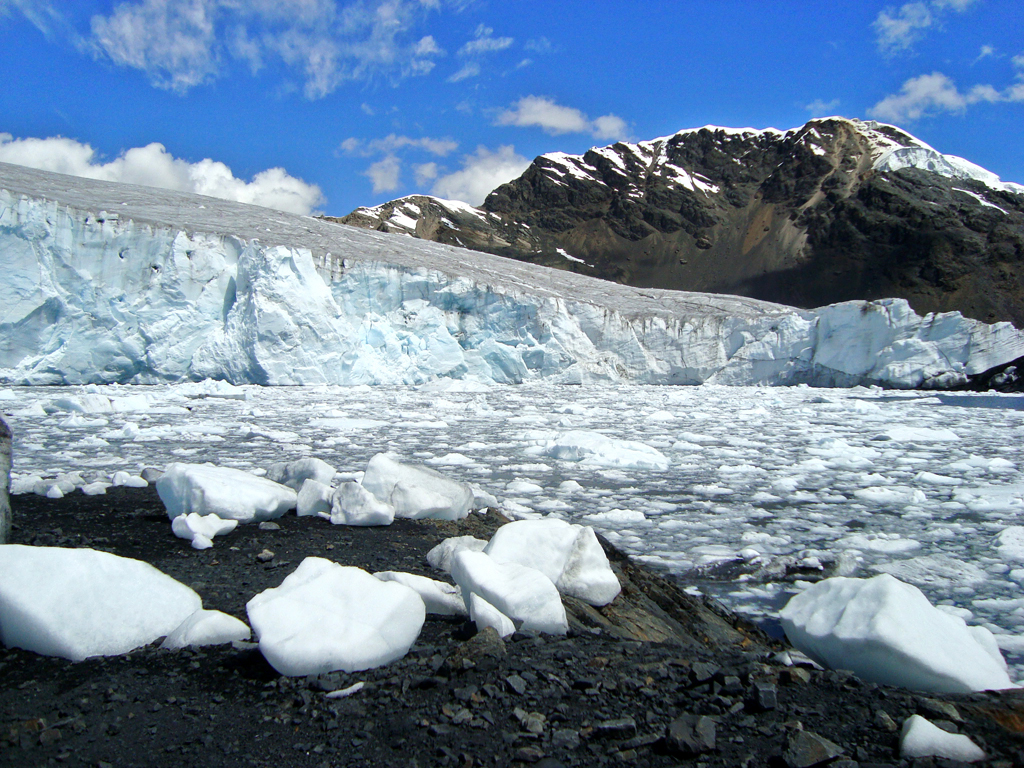
Pastoruri (5201-5001 m)

Desglaciación

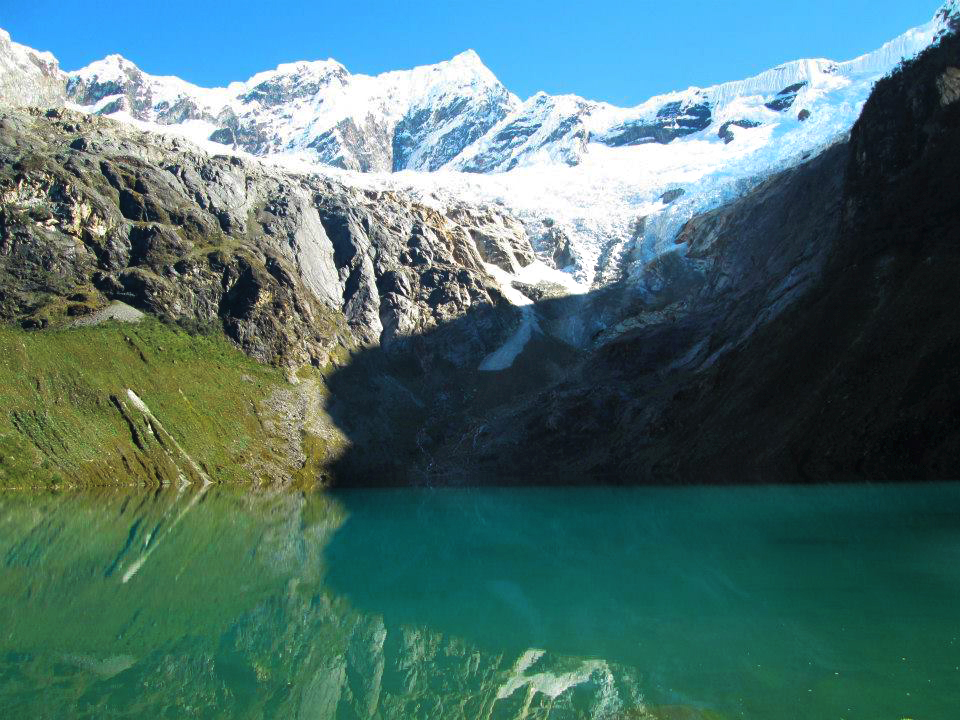
La laguna Yanarraju se formó entre 1930 y 1980 por el retiro del glaciar Yanarraju.

La cuenca del río Santa en la que se ubica el flanco occidental del parque nacional, ha sido considerada una de las seis cuencas más vulnerables frente a los efectos del cambio climático a nivel nacional. Según estudios realizados por la Unidad de Glaciología y Recursos Hídricos del Perú; dentro del parque nacional, en 1997 existía un área total de 693,72 km² frente a los 486 037 inventariados en 2003, lo que equivale al 30 % de área glacial perdida en solo seis años. Mientras que dentro de la cordillera Blanca el decremento del área glacial es de 26 % en treinta y tres años.
| Medición del área glacial en la cordillera Blanca |            |             |  |  |  |  |  |
|                                                   |            |             |  |  |  |  |  |
| 1970                                              | 1997       | 2003        |  |  |  |  |  |
| 723,37 km²                                        | 611,48 km² | 535,717 km² |  |  |  |  |  |

Lagunas

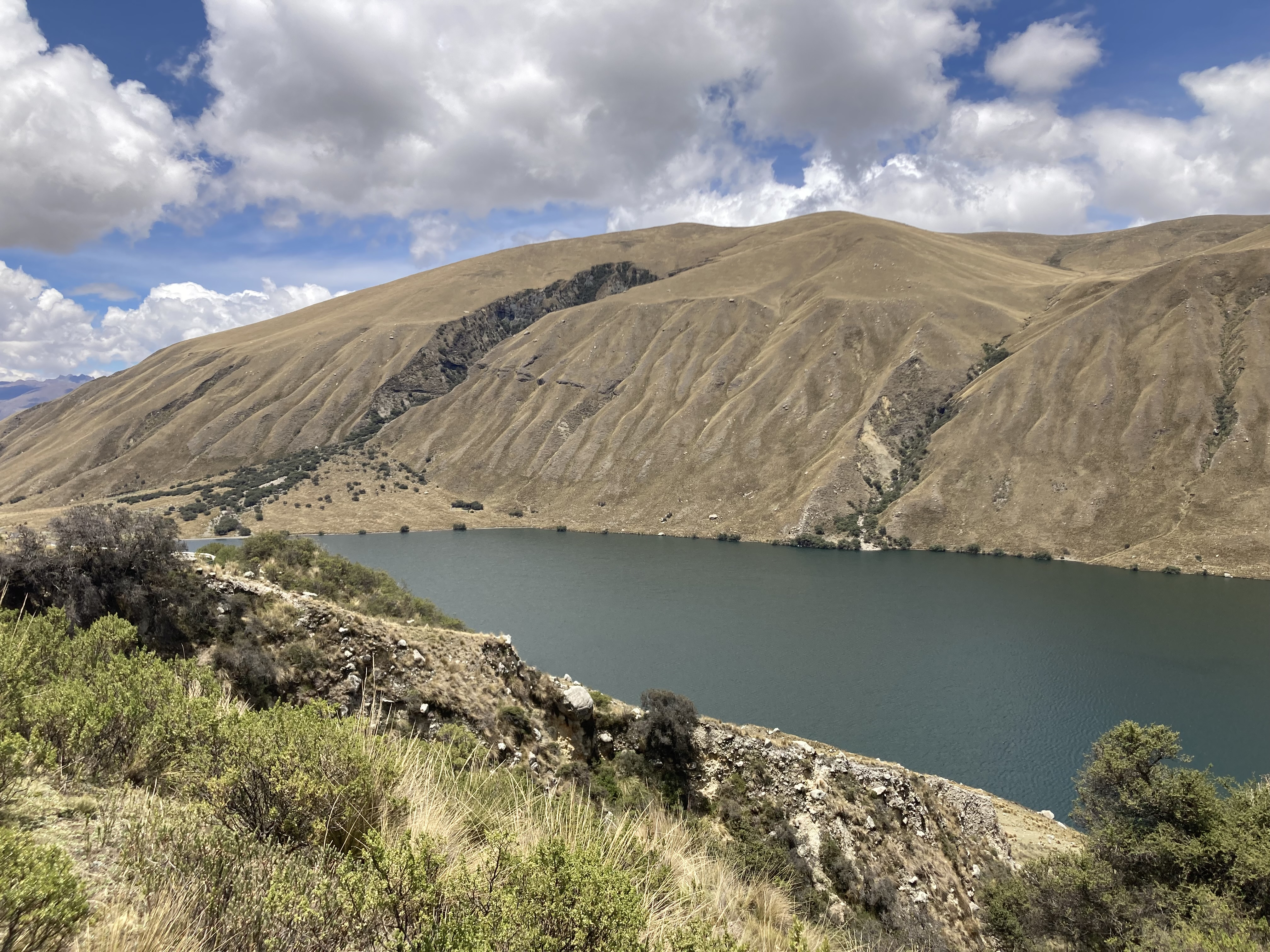
La laguna Querococha se ubica a una altitud de 3972 metros, se abastece de la lluvia y de los glaciares de la cuenca del Yanamarey.

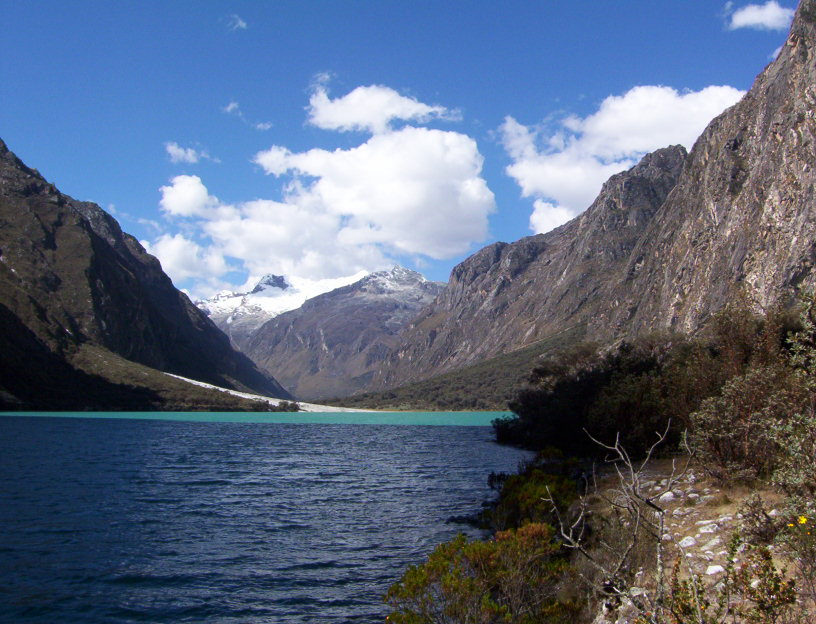
Las lagunas de Llanganuco son las más grandes y más visitadas en el parque.

Dentro de los límites del área protegida se han identificado 434 lagunas, que representan un área de 27,7 km². La mayoría de ellas son de origen glaciar. Solo se han realizado levantamientos batimétricos en 40 de ellas, dando como resultado un volumen de 435 086 656 m³.
Ríos
La divisoria continental de las Américas, línea de división de las aguas que vierten al océano Pacífico y las que lo hacen al Atlántico, cruza el parque por la mitad de manera continua. Por lo que las dos partes tienen una relación casi igual de superficie. Existen tres ríos principales que nacen en el parque, el río Santa, río Yanamayo y el Pativilca, los dos primeros discurren en la misma dirección de sur a norte: el Santa recibe el aporte de 23 ríos de la cordillera Blanca, que tienen su origen en 457 glaciares y desemboca en el océano Pacífico, el río Yanamayo recibe el aporte de 16 ríos, que tienen su origen en 192 glaciares y desagua en el río Marañón, que avena al Amazonas para que desemboque en el Atlántico. Finalmente, el Pativilca recibe la afluencia del río Piskaragra, que tiene su origen en 14 glaciares y hace un recorrido de este a oeste para desembocar en el Pacífico.

### Clima

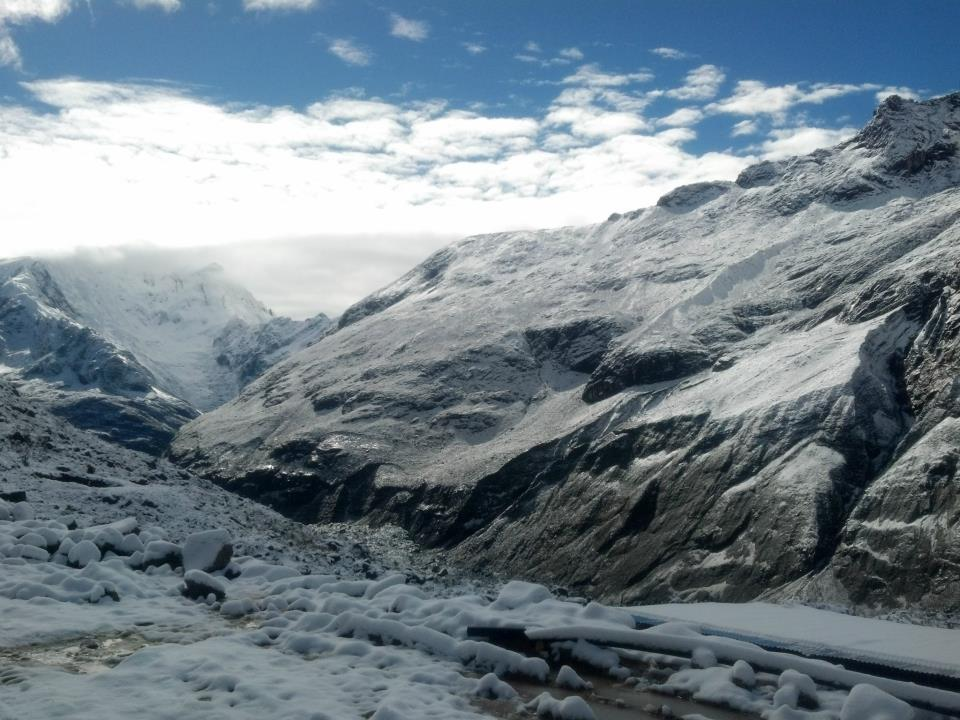
Durante el invierno (octubre-marzo), los territorios sobre los 4500 m s. n. m. presentan lluvias y nevadas frecuentes

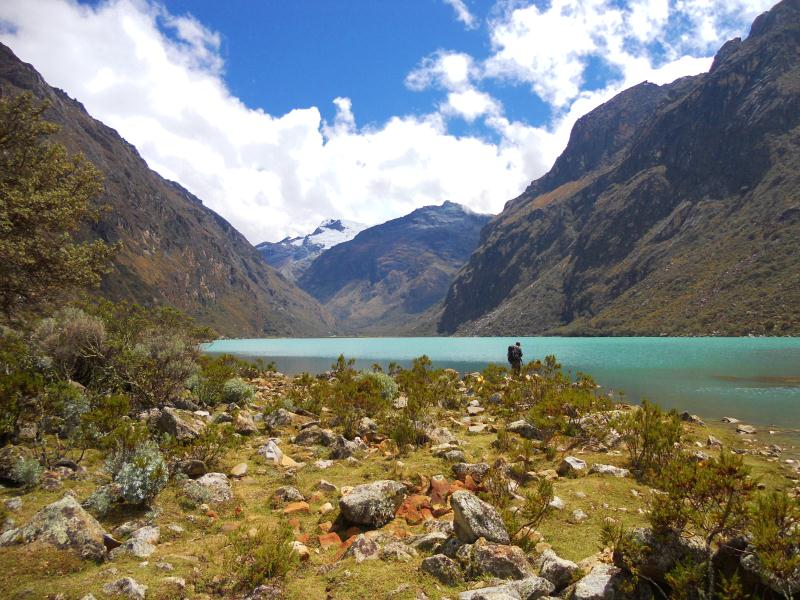
Entre abril y septiembre, los días soleados son comunes en terrenos por debajo de los 4000 m s. n. m.

El parque se encuentra ubicado en una zona eminentemente tropical. El origen de las precipitaciones en esta zona en particular está relacionado con el transporte de masas de aire bastante húmedas provenientes de la Amazonía y en menos medida proveniente del Pacífico. Las masas de aire que suben por el flanco de las montañas que dan hacia el océano Pacífico van perdiendo humedad durante su ascenso. El clima de esta zona es predominantemente seco y frío. Esta falta de humedad está influenciada por la estabilidad atmosférica de la costa desértica que afecta el flanco occidental del parque nacional. En contraposición, en el flanco oriental las grandes masas de aire originadas por la evaporación en la región amazónica, tienen una gran cantidad de humedad, que al ascender por la cordillera se condensa y solidifica formando las nieves de la cordillera Blanca.
Territorios entre 3800 y 5000 m s. n. m.
El clima en los territorios por encima de los 3800 hasta los 5000 m s. n. m., que abarcan las regiones naturales Suni y Puna, está marcado por dos etapas claramente diferenciadas durante el año. Con abundantes lluvias, granizadas y nevadas entre los meses de noviembre a marzo; y una marcada estación seca entre mayo y octubre, con días soleados que alcanzan los 15 °C y noches de intenso frío en las que son frecuentes las heladas y temperaturas inferiores a los 0 °C.
| Parámetros climáticos promedio de Parque nacional Huascarán (territorios entre 3800 - 5000 m s. n. m.). | Parámetros climáticos promedio de Parque nacional Huascarán (territorios entre 3800 - 5000 m s. n. m.). | Parámetros climáticos promedio de Parque nacional Huascarán (territorios entre 3800 - 5000 m s. n. m.). | Parámetros climáticos promedio de Parque nacional Huascarán (territorios entre 3800 - 5000 m s. n. m.). | Parámetros climáticos promedio de Parque nacional Huascarán (territorios entre 3800 - 5000 m s. n. m.). | Parámetros climáticos promedio de Parque nacional Huascarán (territorios entre 3800 - 5000 m s. n. m.). | Parámetros climáticos promedio de Parque nacional Huascarán (territorios entre 3800 - 5000 m s. n. m.). | Parámetros climáticos promedio de Parque nacional Huascarán (territorios entre 3800 - 5000 m s. n. m.). | Parámetros climáticos promedio de Parque nacional Huascarán (territorios entre 3800 - 5000 m s. n. m.). | Parámetros climáticos promedio de Parque nacional Huascarán (territorios entre 3800 - 5000 m s. n. m.). | Parámetros climáticos promedio de Parque nacional Huascarán (territorios entre 3800 - 5000 m s. n. m.). | Parámetros climáticos promedio de Parque nacional Huascarán (territorios entre 3800 - 5000 m s. n. m.). | Parámetros climáticos promedio de Parque nacional Huascarán (territorios entre 3800 - 5000 m s. n. m.). | Parámetros climáticos promedio de Parque nacional Huascarán (territorios entre 3800 - 5000 m s. n. m.). |
| Mes | Ene. | Feb. | Mar. | Abr. | May. | Jun. | Jul. | Ago. | Sep. | Oct. | Nov. | Dic. | Anual                                                                                                   |
| --- | --- | --- | --- | --- | --- | --- | --- | --- | --- | --- | --- | --- | --- |
| Temp. máx. media (°C)                                                                                   | 9 | 10 | 11 | 12 | 12 | 14 | 15 | 15 | 13 | 12 | 11 | 10 | 12 |
| Temp. mín. media (°C)                                                                                   | -4 | -4 | -3 | -2 | -2 | -1 | 0 | 0 | -1 | -1 | -3 | -4 | -2.1 |
| Días de nevadas (≥ 1 cm)                                                                                | 19 | 18 | 14 | 10 | 5 | 3 | 0 | 0 | 3 | 8 | 12 | 17 | 106 |
| Fuente: Sernanp                                                                                         | | | | | | | | | | | | | |

Territorios entre 5000 - 6768 msnm.
Estos territorios se localizan en la región Janca (según Pulgar Vidal), presenta un clima polar, nival o gélido de alta montaña. Las precipitaciones son sólidas manifestándose como nieve y granizo y conformando lenguas glaciares de mediana longitud.
| Parámetros climáticos promedio de Parque nacional Huascarán (territorios entre 5000 - 6757 m s.n.m.). | Parámetros climáticos promedio de Parque nacional Huascarán (territorios entre 5000 - 6757 m s.n.m.). | Parámetros climáticos promedio de Parque nacional Huascarán (territorios entre 5000 - 6757 m s.n.m.). | Parámetros climáticos promedio de Parque nacional Huascarán (territorios entre 5000 - 6757 m s.n.m.). | Parámetros climáticos promedio de Parque nacional Huascarán (territorios entre 5000 - 6757 m s.n.m.). | Parámetros climáticos promedio de Parque nacional Huascarán (territorios entre 5000 - 6757 m s.n.m.). | Parámetros climáticos promedio de Parque nacional Huascarán (territorios entre 5000 - 6757 m s.n.m.). | Parámetros climáticos promedio de Parque nacional Huascarán (territorios entre 5000 - 6757 m s.n.m.). | Parámetros climáticos promedio de Parque nacional Huascarán (territorios entre 5000 - 6757 m s.n.m.). | Parámetros climáticos promedio de Parque nacional Huascarán (territorios entre 5000 - 6757 m s.n.m.). | Parámetros climáticos promedio de Parque nacional Huascarán (territorios entre 5000 - 6757 m s.n.m.). | Parámetros climáticos promedio de Parque nacional Huascarán (territorios entre 5000 - 6757 m s.n.m.). | Parámetros climáticos promedio de Parque nacional Huascarán (territorios entre 5000 - 6757 m s.n.m.). | Parámetros climáticos promedio de Parque nacional Huascarán (territorios entre 5000 - 6757 m s.n.m.). |
| Mes                                                                                                   | Ene.                                                                                                  | Feb.                                                                                                  | Mar.                                                                                                  | Abr.                                                                                                  | May.                                                                                                  | Jun.                                                                                                  | Jul.                                                                                                  | Ago.                                                                                                  | Sep.                                                                                                  | Oct.                                                                                                  | Nov.                                                                                                  | Dic.                                                                                                  | Anual                                                                                                 |
| --- | --- | --- | --- | --- | --- | --- | --- | --- | --- | --- | --- | --- | --- |
| Temp. máx. media (°C)                                                                                 | 8 | 9 | 10 | 11 | 11 | 12 | 13 | 13 | 12 | 12 | 11 | 9 | 10.9                                                                                                  |
| Temp. mín. media (°C)                                                                                 | -21                                                                                                   | -21                                                                                                   | -20                                                                                                   | -20                                                                                                   | -19                                                                                                   | -19                                                                                                   | -18                                                                                                   | -17                                                                                                   | -18                                                                                                   | -19                                                                                                   | -21                                                                                                   | -22                                                                                                   | -19.6                                                                                                 |
| Días de nevadas (≥ 1 cm)                                                                              | 25 | 20 | 18 | 10 | 7 | 3 | 1 | 1 | 10 | 15 | 20 | 25 | 106                                                                                                   |
| Fuente: Sernanp                                                                                       | | | | | | | | | | | | | |

## Demografía

Las actuales comunidades campesinas que habitan el parque nacional, descienden de las antiguas etnias huaylas, huaris, pincos y piscopampas.

La población dentro de la zona de amortiguamiento es de 83 047 habitantes, que equivale al 8 % de la población total ancashina; mientras que en el núcleo del parque existen 50 asentamientos humanos, todas bajo la figura de comunidades campesinas indígenas. La población se encuentra distribuida en los dos flancos de parque: 40 % en el Callejón de Huaylas, y el 60 % restante en el oriental.

### Comunidades campesinas
Al año 2013, la mayoría de los pobladores tenían al quechua como lengua materna con uso moderado del español; 33% de los pobladores son analfabetos, el 20 % tiene grado de instrucción secundario y el 7 % formación superior.

## Biodiversidad

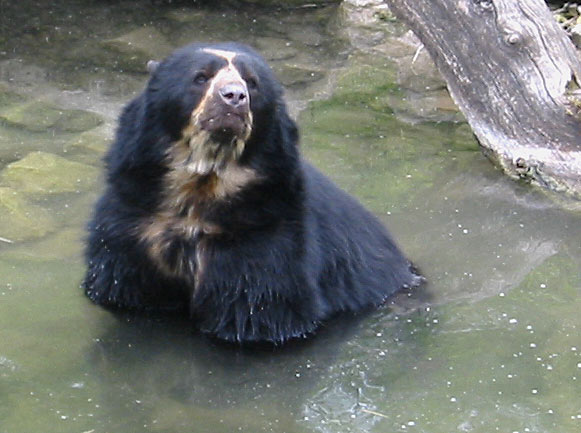
Oso de anteojos

### Zonas de vida
El sistema de zonas de vida de Holdridge establece una clasificación de diferentes áreas terrestres teniendo en cuenta el comportamiento bioclimático en la zona, lo que depende de la ubicación latitudinal, altitud y humedad. Del total de ciento cuatro zonas de vida descritas para el mundo mediante este sistema, el Perú cuenta con ochenta y cuatro, mientras que el parque nacional tiene once, nueve en su núcleo y dos en su zona de amortiguamiento.

### Flora

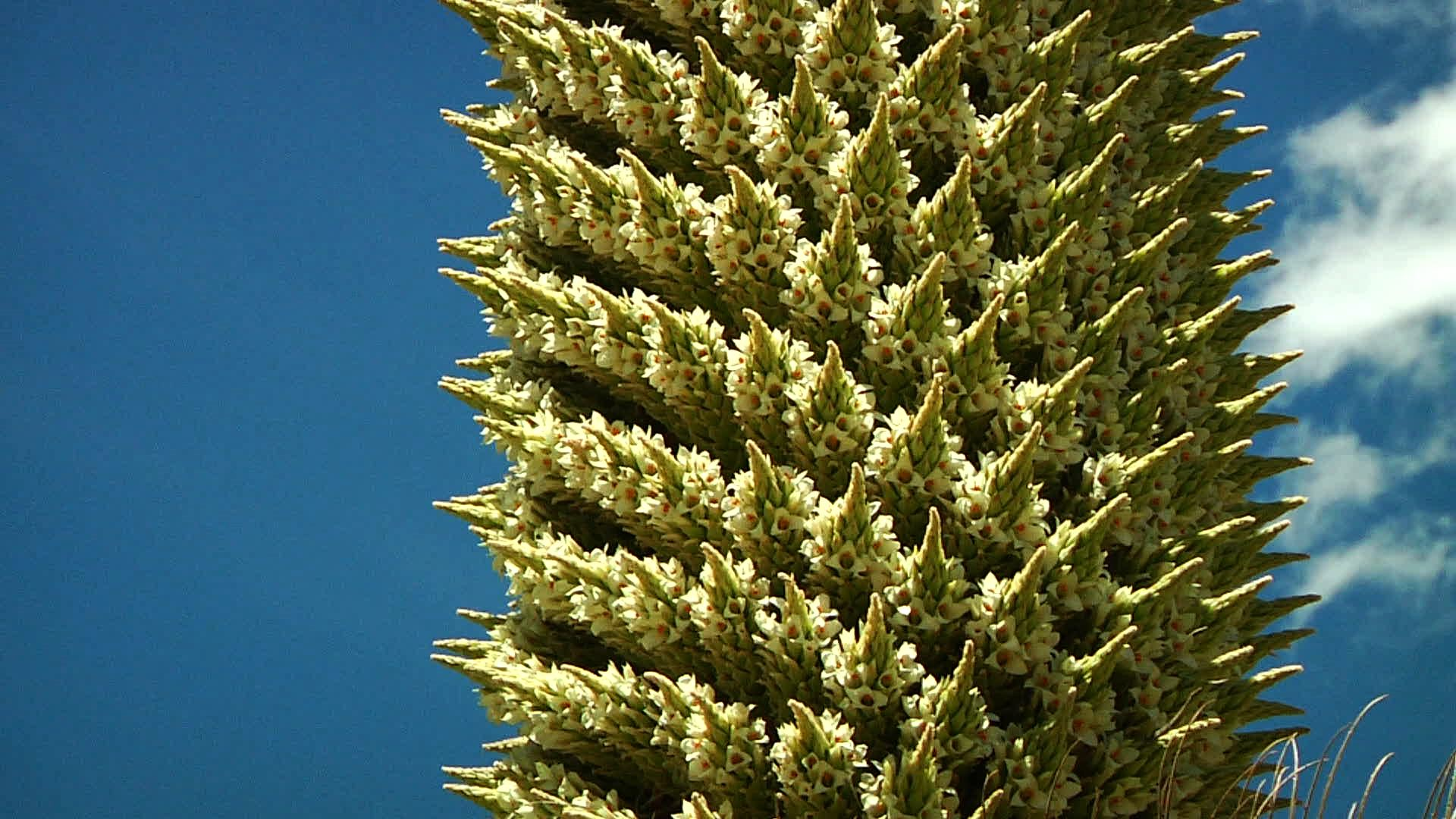
Puya raimondii

Se definen siete áreas diferentes que contienen una gran variedad de microclimas. Eso configura una gran diversidad de vegetación. Se han detectado 779 especies altoandinas, que incluyen 340 géneros y 104 familias.
En esta variedad vegetal la familia de las Bromeliáceas está representada por la Puya (Puya raimondii), una especie que se caracteriza por tener la inflorescencia más grande que se conoce en todo el planeta. También hay bosques de queñual (Polylepis spp.) y abundantes gramíneas.
Se pueden apreciar rodales de puya Raymondi ubicados principalmente en las quebradas Carpa y Queshque. También se conservan bosques relictos de quisuar (Buddleja coriacea) y de queñua (Polylepis sp), que están ubicados principalmente al norte del sector Llanganuco. Se tiene también praderas altoandinas, césped de puna y diversos oconales (bofedales), situados principalmente por encima de los 4500 m s. n. m.

### Fauna
En cuanto a la fauna, debido al buen estado de las formaciones vegetales, se encuentran numerosas especies. Así, se registran más de ciento veinte especies de aves y diez de mamíferos. Entre las aves más resaltantes, se encuentran al cóndor andino, el pato de los torrentes y la perdiz de puna, el pato jerga, el pato cordillerano. Se encuentra también la gallareta gigante y la gaviota andina.
Entre los mamíferos destacan el gato montés, el gato andino, el oso de anteojos, la taruca rumiante con cuernos de mayor tamaño que el venado, y la vicuña. Otras especies de importancia son el venado gris, el puma, la vizcacha, la comadreja o muca, el añaz o zorrillo, el zorro andino, entre otros.

## Actividades económicas

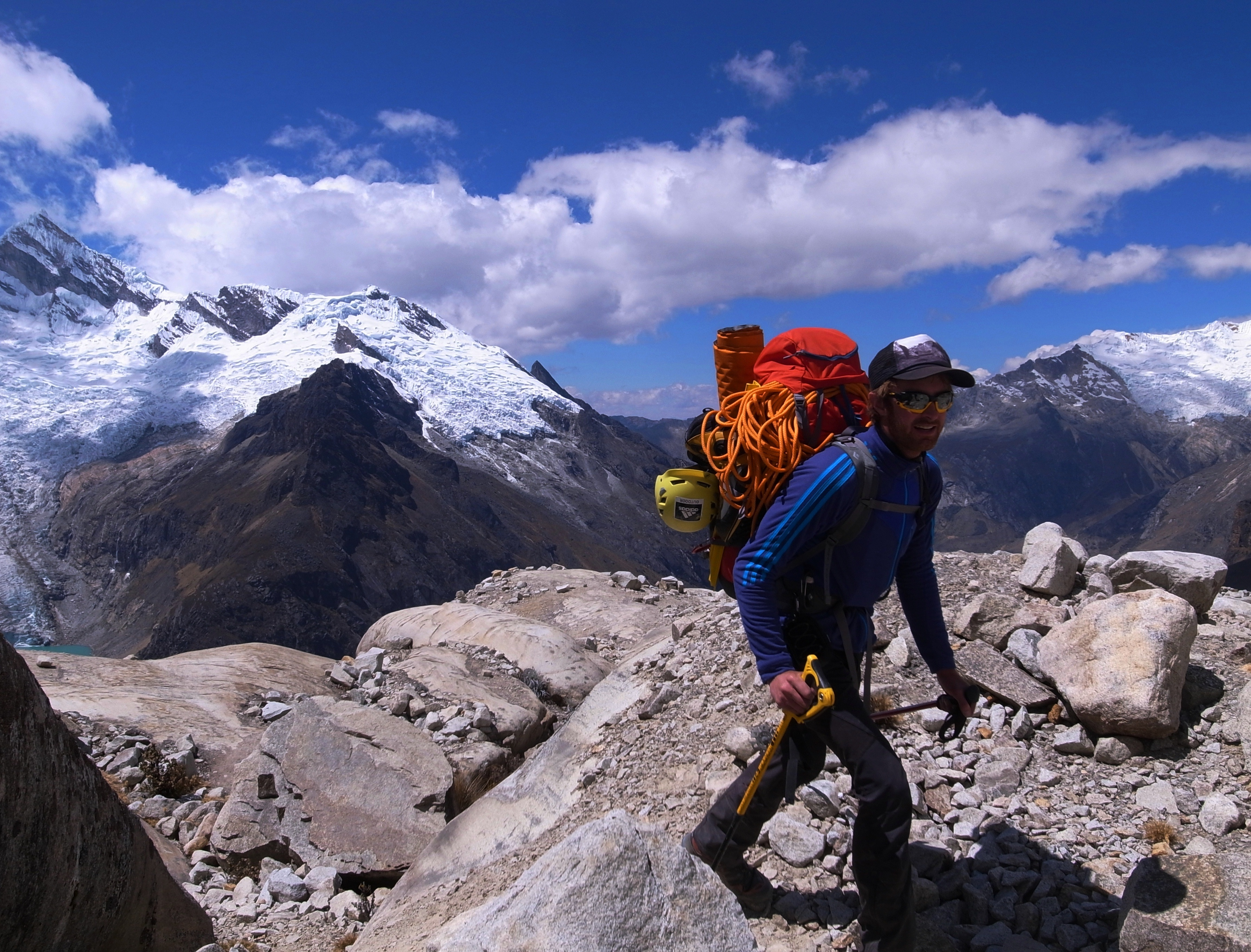
Montañista camino al Alpamayo

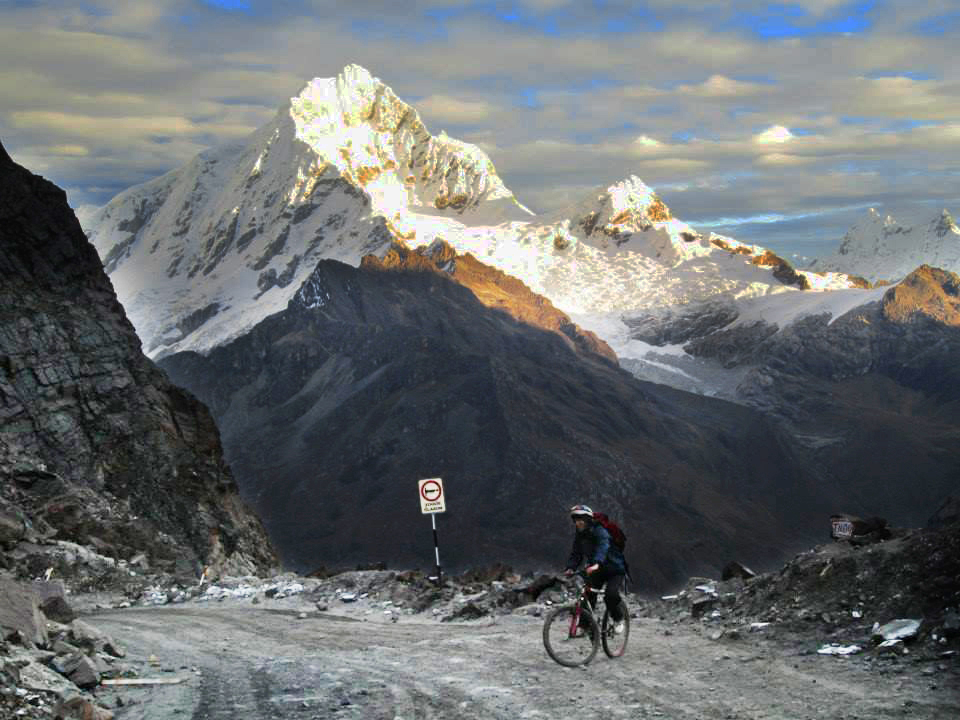
Ciclismo de montaña en la carretera Carhuaz-Chacas, sector Punta Olímpica (4900 m s. n. m.). Desde este punto se observan los nevados Huascarán, Perlilla, Contrahierbas, Chacraraju y Chopicalqui (este último en la foto)

Como zona predominantemente montañosa, el aprovechamiento agrícola es muy reducido, siendo más importante el forestal y sobre todo el ganadero, de carne y de lidia alimentados a base de pastos naturales que se encuentran en las punas y páramos por encima de los 4000 m s. n. m. Cabe destacar que solo las comunidades campesinas ubicadas en la zona de amortiguamiento pueden aprovechar estos recursos.

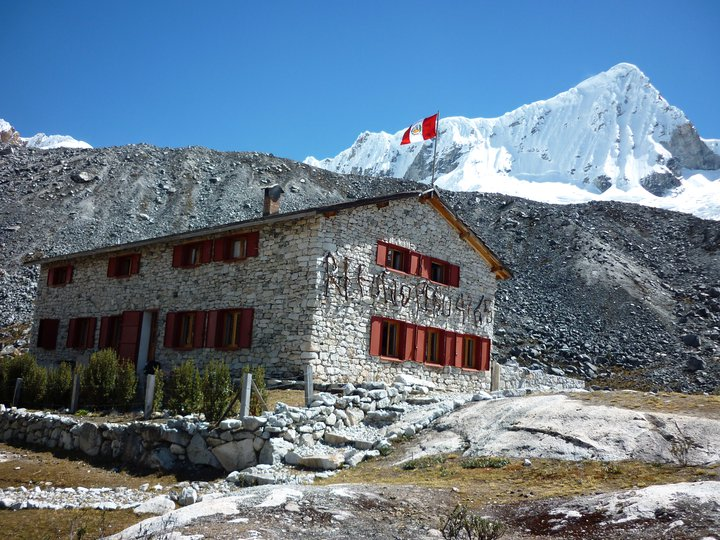
Refugio Perú a 4765 m s. n. m., ubicado en el campo morrena del nevado Pisco.

#### Turismo
El sector terciario es el más pujante en la actualidad. Comenzó a tomar relevancia en la década de 1980, cuando la ciudad de Huaraz se desarrolló como centro de operaciones turísticas dirigidas a las actividades de andinismo en la cordillera Blanca, pronto esta actividad abarcó el ámbito regional y nacional. Los hoteles, restaurantes y albergues son cada vez más numerosos en los distritos y centros turísticos del parque nacional. También son destacables los negocios relacionados con los deportes y actividades de montaña como el andinismo, bicicleta de montaña, canotaje, escalada en roca, etc.
La Operación Mato Grosso instaló refugios de alta montaña como en los alpes italianos para turistas y montañeros, con el objeto de recolectar fondos que se destinan a los más pobres de la zona, para mejorar caminos, reconstruir chozas y comprar herramientas. Los refugios: Perú-Pisco (4765 m), Ishinca (4350 m), Don Bosco Huascarán (4670 m) y Vivaque Longoni (5000 m) dan cobertura a picos como Huandoy (6395 m), Pisco (5752 m), Urus (5495 m), Ishinca (5530 m), Tocllaraju (6030 m), Palcaraju (6270 m), Ranrapalca (6162 m), Ocshapalca (5888 m) y Huascarán (6757 m).